# Katja Loher
Katja Loher (Suíça, 1979) é uma artista visual suíça, conhecida pelas suas videoesculturas e videoinstalações, muitas vezes feitas utilizando a integração de elementos coreográficos orgânicos, planetários e móveis em perspectivas aéreas panorâmicas. A sua obra de arte é considerada pelos críticos como evocativa de dimensões alternativas onde o passado, o presente e o futuro convergem. Suas obras foram exibidas em museus de arte em muitos países, incluindo Itália, Rússia, China, e os EUA. Sua arte também está representada em coleções de instituições como Swissgrid AG, Perth Concert Hall Museum, e o New Britain Museum of American Art. Loher nasceu em Zurique em 1979.

## Educação
Loher frequentou a École Supérieure des Beaux-Arts em Genebra(2000–2001), e a Hochschule für Gestaltung und Kunst em Basel, (2001–2004), onde obteve respectivamente o bacharelado em artes e o diploma em Arte.

## Carreira
AUm ano após terminar os seus estudos, participou como expositora coletiva na Primeira Bienal de Arte Contemporânea de Moscovo (2005). Cinco anos depois, exibia as suas obras em galerias de Roma, Zurique, Nápoles, Tel Aviv, e São Paulo. Em 2013, Loher fez a sua estreia solo em NYC na C24 Gallery, e apresentou outras exposições solo em 2014, 2016 e 2018. A exposição individual consecutiva da sua arte foi realizada entre 2013 e 2020 na Galeria Anya Tish em Houston, TX , e entre 2013 e 2018 na Galeria Andres Thalmann, Zurique, Suíça.
A lista de museus de arte onde as obras de Loher foram exibidas inclui os seguintes: Kunsthalle Palazzo (Basel, Suíça 2007), MAXXI Museum (Roma 2010), Haus für Kunst (Uri 2013), Museum of Art Figge (Davenport, EUA 2014),  Telfair Museum (Savannah, Georgia, EUA, 2015), Hermitage Museum (São Petersburgo, Rússia 2005), Today Art Museum (Pequim, China 2016), Bruce Museum Arts and Sciences (Greenwich, CT, USA 2017), Long Museum, Shanghai (China 2014), Museo de Arte de San José (San Jose, CA, EUA 2014), e o New Britain Museum of American Art ( New Britain, CT, USA 2015).
As instalações audiovisuais de Loher também foram apresentadas em locais e festivais ao ar livre em todo o mundo, incluindo o Dublin Fringe Festival de 2006, o Festival de artes de 2007 em Pequim, The Prague Contemporary Art Festival in 2010, o Academy of Arts Next Wave Festival Brooklyn Music em 2014, o PULSE Festival (Savannah, GA) em 2015, a India Art Fair (Swiss Embassy, New Delhi, 2018), e o Nou Le Morne Festival (Mauritius, 2019).
Em termos de prêmios, em 2004 Loher recebeu o prêmio CreaTVty para novas mídias do Centro de Produção de Televisão de Zurique; em 2008, o Departamento de Cultura de sua cidade natal, Schaffhausen, concedeu-lhe uma residência artística de seis meses em Berlim, e em 2010 ela recebeu o segundo prêmio Art Credit do Basileia.
A obra desta artista foi resenhada em meios de comunicação artísticos e jornais, e está presente em uma série de volumes publicados pela Galeria Andrés Thalmann.

## Trabalhos

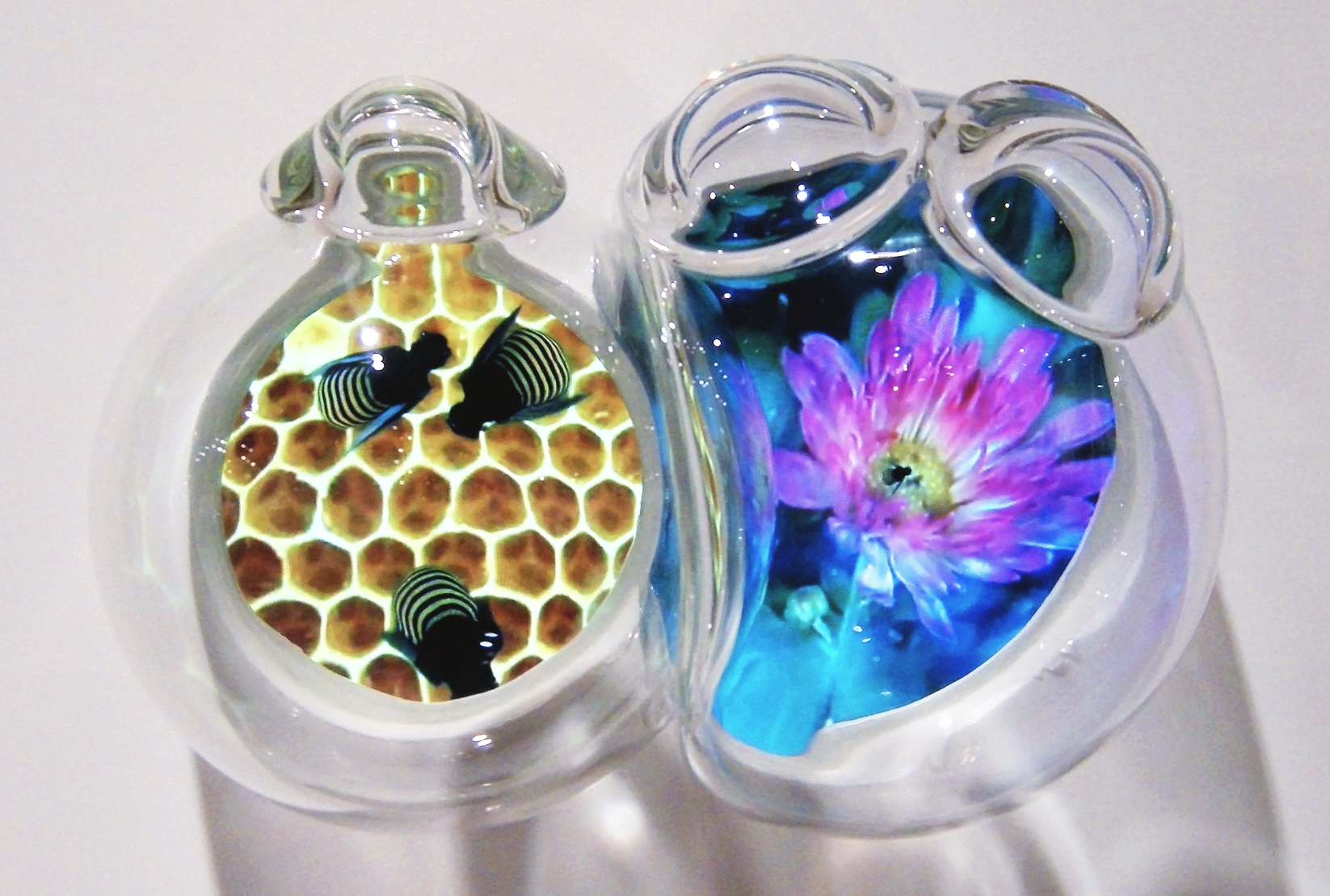
Beebubble, arte de vidro de Katja Loher

Algumas das instalações artísticas de Loher nos últimos anos tem sido:
- 2010 Bubbles - estreada na Andres Thalmann Gallery em Zurique, uma instalação baseada em peças de vidro em forma de bolha de sabão em cujo interior foram projetadas imagens de vídeo 3D que mostravam dançarinos em miniatura em roupas luminosas filmados de cima, exibindo de padrões e ornamentos caleidoscópicos, acompanhados de textos poéticos inspirados no poeta chileno Pablo Neruda.[49]
- 2012 Timebubble – apresentando o compositor e pianista americano Philip Glass como o mestre do tempo. Esta vídeo-escultura mostra, de um lado, dançarinos imitando os movimentos mecanizados dos vários componentes de um relógio que, como os setores da orquestra, seguem a direção do compositor. Por outro lado, uma área como um labirinto é habitada por criaturas cujos movimentos criam um espaço em positivo/negativo.[50]
- 2014 Bang Bang - exibida na C24 Gallery em Chelsea, a instalação consiste em projeções de vídeo de dançarinos fantasiados em sincronizado estilo Busby Berkeley quando vistos de cima, acompanhados por questões existenciais humorísticas ou abstratas.[51]
- 2014 Videoplanet-Orchestra - exibido no Figge Art Museum e C24 Gallery, projeções de vídeo de arte performática, música e dança em globos suspensos, com elementos interrogativos abordando o equilíbrio entre humanos, natureza e tecnologia.[52][53]

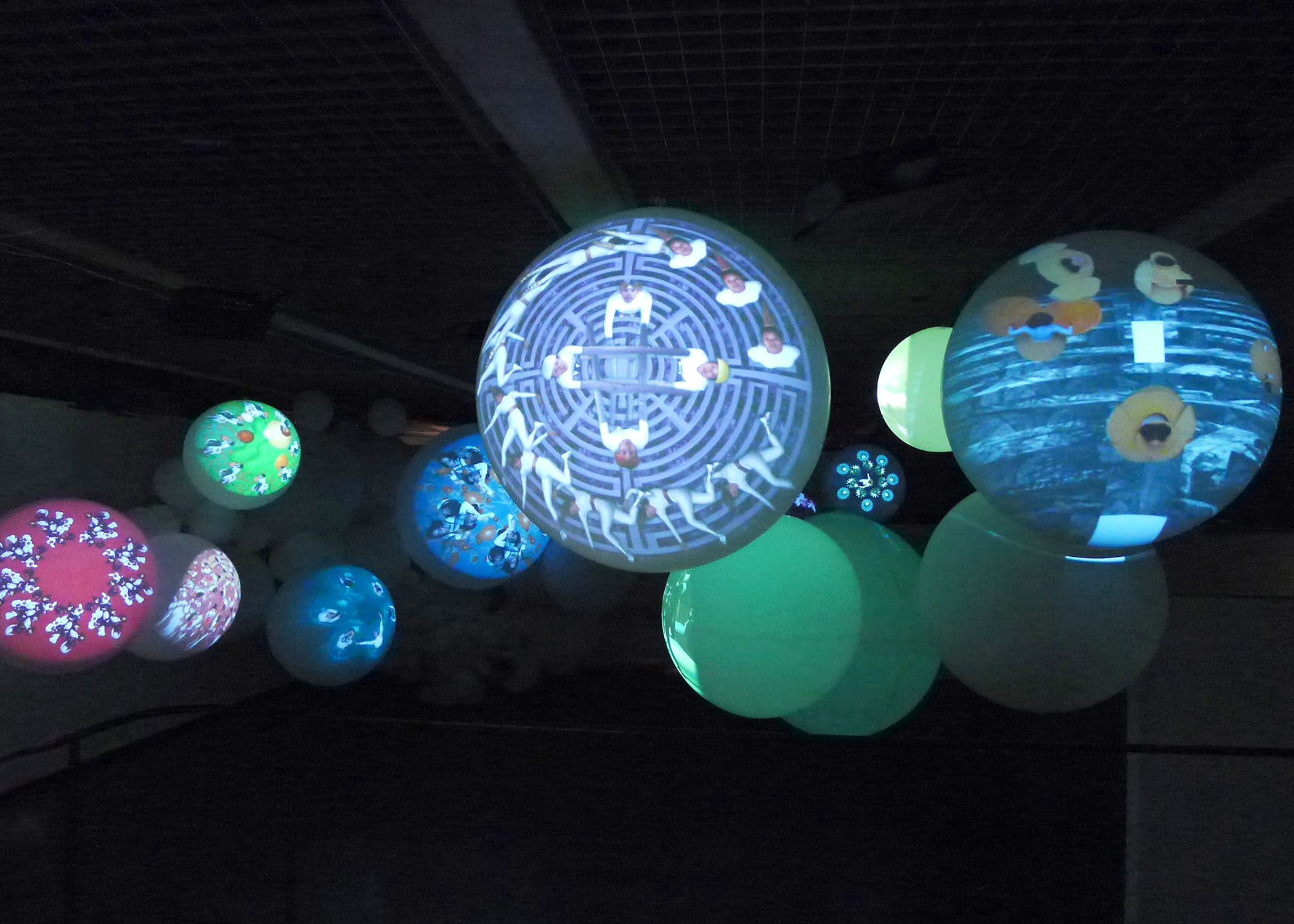
Videoplanets de Kaja Loher

- 2015 Beeplanet - exibido no Jepson Center for the Arts (Savannah, GA), mostrou globos de vidro soprado à mão como telões para assistir a vídeos com consciência ambiental.[37]
- 2016 Vuela Vuela – exibida na C24 Gallery em Chelsea, bolhas de vidro e recursos da floresta tropical foram combinados com projeções de coreografias de criaturas surreais que exploraram os quatro elementos da natureza, invocando o curandeiro, os seus remédios e as suas plantas.[54]
- 2018 Where Does The Rainbow End? - instalado permanentemente na sede da Swissgrid (Aarau), uma linha de vídeo de sete secções onde figuras de formigas se movem ao longo dos elementos da natureza (água, terra, ar e fogo) e, em seguida, em "sonhos", convidando o espetador a questões filosóficas contrastando com um ambiente de trabalho tecnicamente complexo.[55]
- 2019 Seeds of Life - produzido no The House Collective e apresentado nos seus locais em Hong Kong, Chengdu, Pequim e Xangai (China), onde Loher se juntou ao designer de Feng Shui Thierry Chow, aos designers de moda Dirty Pineapple, ao pintor chinês Wu Hao e a criativos locais para produções específicas em grande escala explorando os cinco elementos tradicionais chineses da natureza (madeira, fogo, terra, metal e água), integrando recursos audiovisuais e tradições locais para reunir o passado, o presente e o futuro projetados em "globos" de vídeo caleidoscópico em contraponto aos entornos arquitetónicos tradicionais.[2][56]
- 2020 What happens to the swallows that are late for spring? - exibida na Galeria Anya Tish, imagens complexas são projetadas em grandes esferas flutuantes e bolhas de vidro encaixadas em ninhos de pássaros, para mostrar um universo de planetas exóticos onde harmonizam criaturas, paisagens e texturas, questionando o papel do indivíduo no universo maior.[27]

## Ligações Externas
- Site oficial da artista